# Мурзук
Мурзук (арап. مرزق‎) је град, оаза и престоница општине Мурзук у региону Фезан на југозападу Либије, у пустињи Сахара. Налази се на 453 m надморске висине и има 12.746 становника.

## Клима
Мурзук има топлу пустињску климу, типичну за либијски регион Фезан. У Мурзуку највиша температура достиже 42°C , а најнижа 5°C. Просечна годишња температура је око 25°C. Годишње падне око само 7 милиметара падавина чинећи га једним од најсувљих места на Земљи. Небо је током године увек јасно светло.